# Léo Delibes
Clément Philibert Léo Delibes (Saint-Germain-du-Val, danas dio La Flèchea, 21. veljače 1836. – Pariz, 16. siječnja 1891.) bio je franuski skladatelj baleta, opera i drugih glazbenih djela.  

## Podaci iz biografije
Léo Delibes je rođen u Saint-Germain-du-Val, danas dio La Flèche (Sarthe), u Francuskoj 1836. Njegov otac je bio poštar, majka talentirana glazbenica, a djed operni pjevač. Nakon rane smrti njegova oca, odgajali su ga majka i ujak. U dobi od 35 godina, 1871. godine oženio je Léontine Estelle Denain, a dvadeset godina kasnije, 1891. godine pokopan je u Parizu, na poznatom groblju Montmartre.